# Moha Sanhaji
Pour les articles homonymes, voir Senhaji.
Mohamed Sanhaji Brahmi (en arabe : محمد الصنهاجي إبراهيمي) dit Moha, né le 15 avril 1999 à Guercif au Maroc, est un footballeur marocain qui évolue au poste d'ailier au CD Teruel.

## Biographie

### En club
Né à Guercif au Maroc, Moha Sanhaji rejoint l'Espagne et la ville de Soria à seulement un an. Il rejoint le CD Numancia, où il effectue toute sa formation. En août 2019, il signe un nouveau contrat et se voit promu en équipe première. C'est avec ce club qu'il réalise ses débuts en professionnels, le 18 août 2019, face à l'AD Alcorcón, lors d'une rencontre de deuxième division espagnole. Son équipe s'incline sur le score de un but à zéro ce jour-là. Il inscrit son premier but le 16 novembre 2019, face au Rayo Vallecano (2-2). Il délivre également une passe décisive ce jour-là. 
Le 16 décembre 2019, il prolonge son contrat jusqu'en 2024 avec le CD Numancia.
En janvier 2023, Moha Sanhaji s'engage en faveur du CD Teruel.

### En sélection
Moha Sanhaji compte plusieurs sélections avec l'équipe du Maroc des moins de 20 ans.